# والاس مورغان
والاس مورغان (بالإنجليزية: Wallace Morgan)‏ هو فنان أمريكي، ولد في 1875 في نيويورك في الولايات المتحدة، وتوفي في 1948.